# レーティッシュ鉄道Ge4/4 I形電気機関車

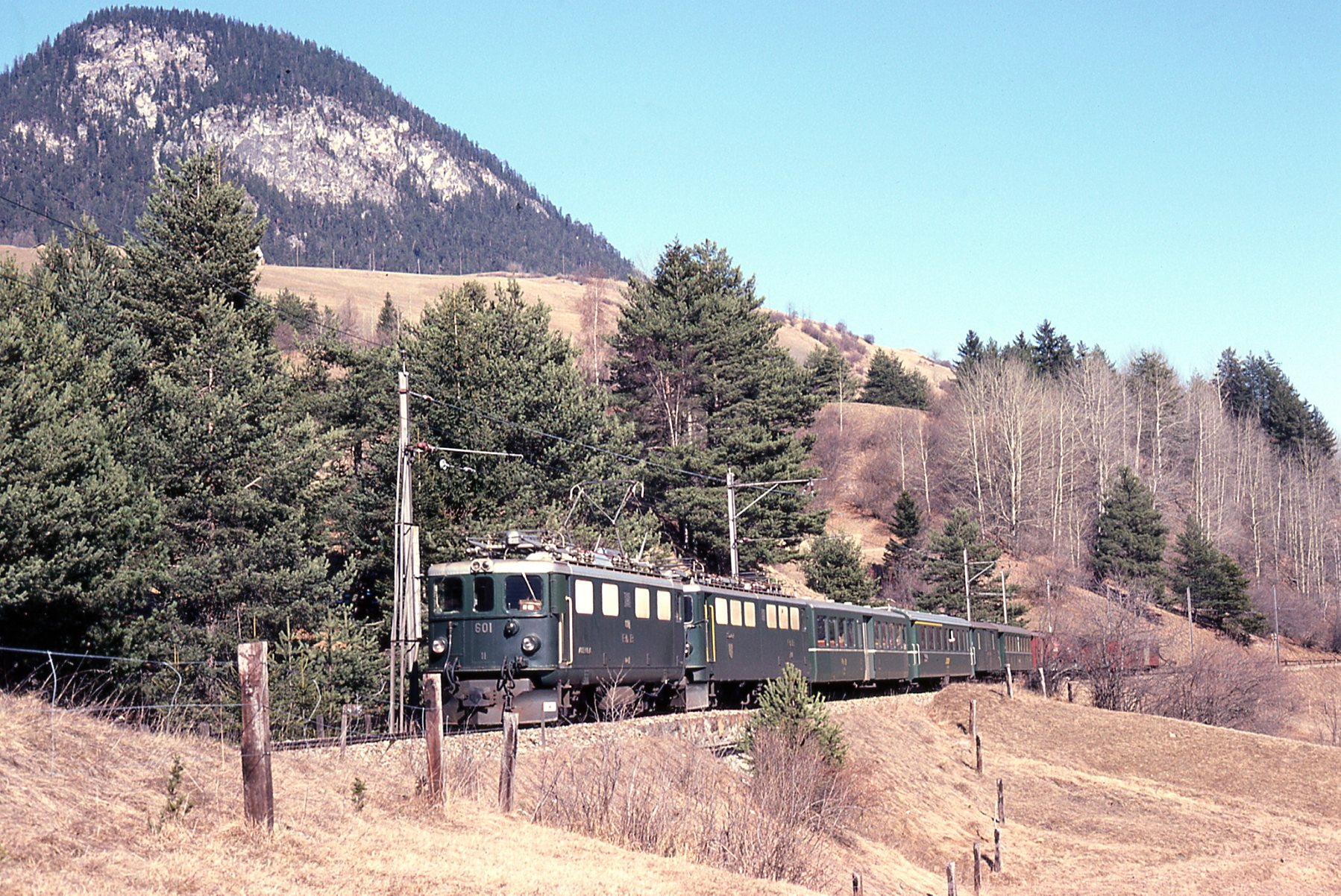
Ge4/4^{I} 601号機 "Albula"、大規模改修前、原型から正面貫通扉が埋められた状態

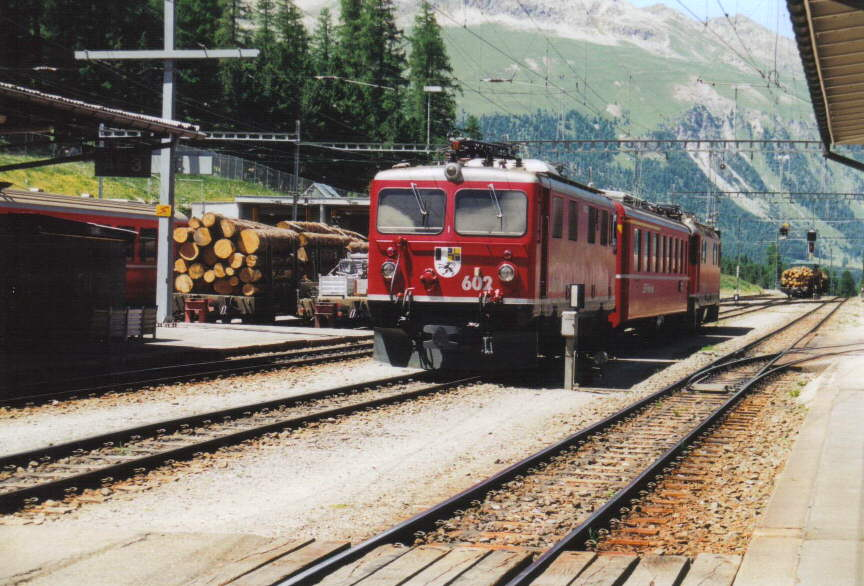
Ge4/4^{I} 602号機、ポントレジーナ駅、後部の機関車はGe4/4^{II}形

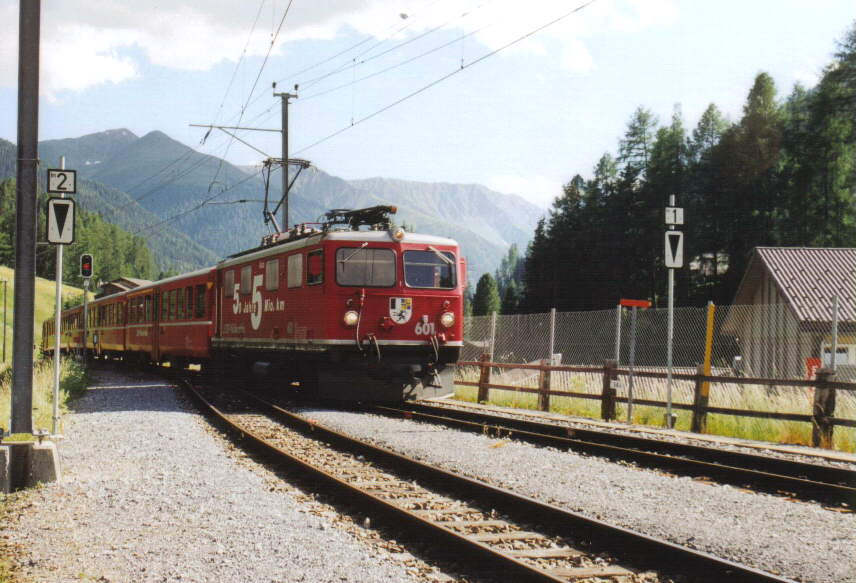
Ge4/4^{I} 601号機 "Albula"

レーティッシュ鉄道Ge4/4I形電気機関車（レーティッシュてつどうGe4/4Iがたでんききかんしゃ）はレーティッシュ鉄道の電気機関車である。
レーティッシュ鉄道にとって最初のロッドドライブではない電気機関車である。1944年SLMへ発注、1947年7月から運用を開始され、成績が良好だったためさらに6機が追加された。1986年から1991年にかけて大幅に改修された。
車輪配置はBo'Bo'で最高速度は80 km/h（改修前 75 km/h）、出力は1184kW、重量48t、全長12100mmである。
10両が製造されたうち、現在でも3機が運用中であるが、ABe8/12 3501-3515形に置き換えられて順次廃車となる予定である。それぞれに機体名がつけられている。
| レーティッシュ鉄道のGe4/4I形 一覧 |           |            |                    |
| 機番                              | 機体名    | 運用開始   | 現在の状態         |
| 601                               | Albula    | 08.07.1947 | 2010年11月16日廃車 |
| 602                               | Bernina   | 21.07.1947 | 2012年3月7日廃車   |
| 603                               | Badus     | 13.08.1947 | 運用中             |
| 604                               | Calanda   | 23.08.1947 | 2011年3月22日廃車  |
| 605                               | Silvretta | 12.03.1953 | 運用中             |
| 606                               | Kesch     | 15.06.1953 | 2011年4月11日廃車  |
| 607                               | Surselva  | 24.04.1953 | 2011年3月30日廃車  |
| 608                               | Madrisa   | 15.06.1953 | 2011年3月17日廃車  |
| 609                               | Linard    | 13.05.1953 | 2011年5月26日廃車  |
| 610                               | Viamala   | 03.07.1953 | 運用中             |
|                                   |           |            |                    |